# さかきなおもと
さかき なおもとは、日本の漫画家。男性。栃木県生まれ。現在は埼玉県在住。
『コミックMUJIN』（ティーアイネット）2000年3月号に掲載された「Recall」でデビュー。

## 作品リスト

### 単行本
- 疼 （ティーアイネット MUJIN COMICS 2001年10月5日発売[3]） ISBN 4-88774-051-4
- アイノチカラ （ティーアイネット MUJIN COMICS 2005年8月12日発売[4]） ISBN 4-88774-158-8
- 盗視！エロスカウター[5] （日本文芸社 ニチブンコミックス 2011年11月28日） ISBN 978-4-537-12811-6
- OL欲情バトル 上 ～深夜のオフィスで…～ （日本文芸社 ニチブンコミックス 2012年5月28日発売） ISBN 978-4-53712-888-8
- OL欲情バトル 下 ～深夜のオフィスで…～ （日本文芸社 ニチブンコミックス 2012年5月28日発売） ISBN 978-4-53712-889-5
- OL通勤カイカン快速 （日本文芸社 ニチブンコミックス 2012年6月28日発売） ISBN 978-453712-903-8
- 癒しのラブドール TEMGAロイド[6] （日本文芸社 ニチブンコミックス 2013年1月発売） ISBN 978-4-53712-991-5
- 契約★彼女 （エンジェル出版 エンジェルコミックス 2014年9月3日発売） ISBN 978-4-87306-596-0
- ブラック企業と服従OL[7] （双葉社 アクションコミックス） ※電子書籍のみで販売
- 特命痴漢おとり捜査班 ～チームKの攻防～[8] （エンジェル出版 エンジェルコミックス 2015年12月発売） ISBN 978-4-87306-680-6
- 隠し部屋 （双葉社 アクションコミックス 毒りんごcomic）既刊5巻
  1. 2017年4月21日発売[9][10] ISBN 978-4-57584-959-2
  2. 2017年10月20日発売[11][12] ISBN 978-4-57585-048-2
  3. 2018年6月22日発売[13][14] ISBN 978-4-57585-174-8
  4. 2019年2月21日発売[15][16] ISBN 978-4-57585-273-8
  5. 2019年11月28日発売[17][18] ISBN 978-4-57585-384-1

### アンソロジー本
- 陵辱学校Vol.14 処女喪失学園 （松文館 2002年6月25日）裏表紙カバーイラスト参加 ISBN 4-7901-0863-5
- 美少女症候群2003 （ふゅーじょんぷろだくと 2003年3月25日）漫画「妹的抑圧」掲載 ISBN 4-89393-372-8
- ラブコレ Vol.4 （オークス 2003年7月25日）ピンナップポスター参加 ISBN 4-86105-030-8
- 妹汁 （オークス 2003年11月17日）漫画「ひとつ屋根の下」参加 ISBN 4-86105-068-5
- 姉妹宣言・紅 （オークス 2004年2月4日）表紙カバーイラスト参加 ISBN 4-86105-077-4
- 薔薇物語-グラン・スール- （ノアール出版 2004年10月1日）表紙カバーイラスト、漫画「百合的抑圧」参加 ISBN 4-86002-118-5
- 恋愛遺伝子シンドローム （日本文芸社 ニチブンコミックス 2011年12月28日）艶々、月島綾、陽香、 神田ゆう他による合作 ISBN 978-4-537-12835-2

### 合同誌
- 眼鏡女と公衆便所 （制作：MasterMind、合同執筆者：艶々）